# Амхерст (Массачусетс)
А́мхерст (англ. Amherst [æmərst]) — город в округе Хампшир, штат Массачусетс, США, в долине реки Коннектикут. Самый густонаселённый город в округе Хампшир. Название города произносится без h («Am-erst»).

## Инфраструктура
В городе находится три высших учебных заведения — Массачусетский университет в Амхерсте (более 30 тыс. студентов), Амхерстский колледж (более 1,8 тыс. студентов) и Хампширский колледж (более 1,3 тыс. студентов).
В городе также расположены: Художественный музей Мида, Музей естественной истории Бенески и ряд других культурных учреждений.

## Спорт
В городе существует крупная спортивная арена Маллинс-центр (баскетбол, хоккей и др.).
- Во время чемпионата мира по хоккею среди юниоров 1996 года Амхерст был одним из принимающих чемпионат городов.
- В сезоне 2017 года команда Массачусетского университета в Амхерсте по алтимат фрисби заняла первое место в высшей мужской лиге первого дивизиона.